# Outhine Bounyavong
Outhine Bounyavong (en idioma lao: ອຸທິນ ບຸນຍາວົງ) (Provincia de Xaignabouli, 1942-2000) fue un escritor de Laos.
Nacido en provincias, creció en la capital donde tuvo como profesor a Pierre Somchine Nginn, considerado como uno de los más importantes escritores de la literatura laosiana actual. 
Frecuentó a los hijos del erudito laosiano Maha Sila Viravong y en ese ambiente conoció a la que sería su esposa Douangdeuane Viravongs y participó en la guerra civil de Laos.  